# Ліліан Малкіна
Ліліан Соломонівна Малкіна (чеськ. Lilian Malkina; нар. 14 липня 1938, Таллінн) — радянська, російська і чеська актриса театру та кіно.

## Біографія
Ліліан Соломонівна Малкіна народилася 1938 року в Естонії.
З дитинства відвідувала драмгурток, де разом з нею навчалися Володимир Коренєв, Лариса Лужина, Віталій Коняєв.
У 1960 році закінчила Ленінградський театральний інститут імені О. Островського і стала актрисою Талліннського російського драмтеатру. Потім вона змінила багато театрів у Ленінграді та Москві:
- 1964—1966 роки — Театр драми і комедії «На Ливарному» (Ленінград);
- 1966—1967 роки — обласна філармонія;
- 1968—1970 роки — Московський потішний театр «Скоморох»;
- 1970—1971 роки — Московський театр драми і комедії на Таганці;
- 1972—1980 роки — Ленінградський академічний театр комедії імені М. Акімова;
- 1980—1984 роки — Ленінградський театр імені Ленсовета;
- 1984—1992 роки — Ленінградський державний театр «Експеримент»[4].

У всіх театрах Ліліан Малкіна була щільно зайнята в репертуарі, грала гострохарактерні, комедійні ролі.
У кіно знімалася рідко, грала, головним чином, епізодичні ролі. Найбільш помітні роботи: Бабуся («Увага, черепаха!»), Фріда («Острів загиблих кораблів»), стара черниця («Руанська діва на прізвисько Пампушка»), професорка Побіяхо («Білі одежі»), Етель («По імені Барон»).
Одна з улюблених актрис Ліліан — Фаїна Раневська, з якою вона була добре знайома.
З 1992 року живе і працює в Празі (Чехія), знімається в європейському кіно і чеських телесеріалах, грає в п'яти театрах одночасно.

## Визнання і нагороди
У Чехії популярність прийшла до актриси після участі у фільмі «Коля», який у 1997 році отримав премію Оскар.
Приз IV фестивалю телевізійних фільмів «Сполохи» в Архангельську (Росія) за найкраще виконання жіночої ролі другого плану в серіалі «По імені Барон» (2003).
Життя та творчості Ліліан Малкіної присвячений документальний фільм «Пані Малкіна — чеська Раневська» (2008, режисер Сергій Капков).

## Фільмографія
1. 1970 — Увага, черепаха! — бабуся Вови Васильєва
2. 1970 — Хутірець в степу — таперша
3. 1973 — Щоб бути щасливим! — мама Марини
4. 1973 — Гра
5. 1977 — Степ — Троянда
6. 1978 — Коли йдеш — йди — Ніна Григорівна
7. 1981 — Прийдуть страсті-мордасті
8. 1981 — Подорож в Кавказькі гори
9. 1981 — Куди зник Фоменко? — Коробкіна
10. 1981 — Небезпечний вік — епізодична роль
11. 1983 — Унікум — родичка
12. 1987 — Острів загиблих кораблів — Фріда
13. 1989 — Руанська діва на прізвисько Пампушка — стара черниця
14. 1990 — Закат — мадам Ейхбаум
15. 1992 — Білі одежі — професорка Побіяхо
16. 1994 — Джорджино (Франція) — місіс Веннепейн
17. 1995 — Коля (Чехія, Велика Британія, Німеччина) — Тамара
18. 1996 — Пригоди Піноккіо (США) — праля
19. 1999 — Щасливий Кінець (Чехія) — жебрак
20. 2001 — По імені Барон — Етель
21. 2003 — Три кольори любові — тітка Саші
22. 2006 — Чарівність зла — медсестра в будинку престарілих
23. 2007 — Грайндхаус (США) — бабуся
24. 2007 — Хостел 2 — гримерка
25. 2008 — Любов без правил — Фанечка